# Lucilina carpenteri
Lucilina carpenteri är en blötdjursart som först beskrevs av George French Angas 1867.  Lucilina carpenteri ingår i släktet Lucilina och familjen Chitonidae.
Artens utbredningsområde är New South Wales. Inga underarter finns listade i Catalogue of Life.